# 圣尼各老监狱堂

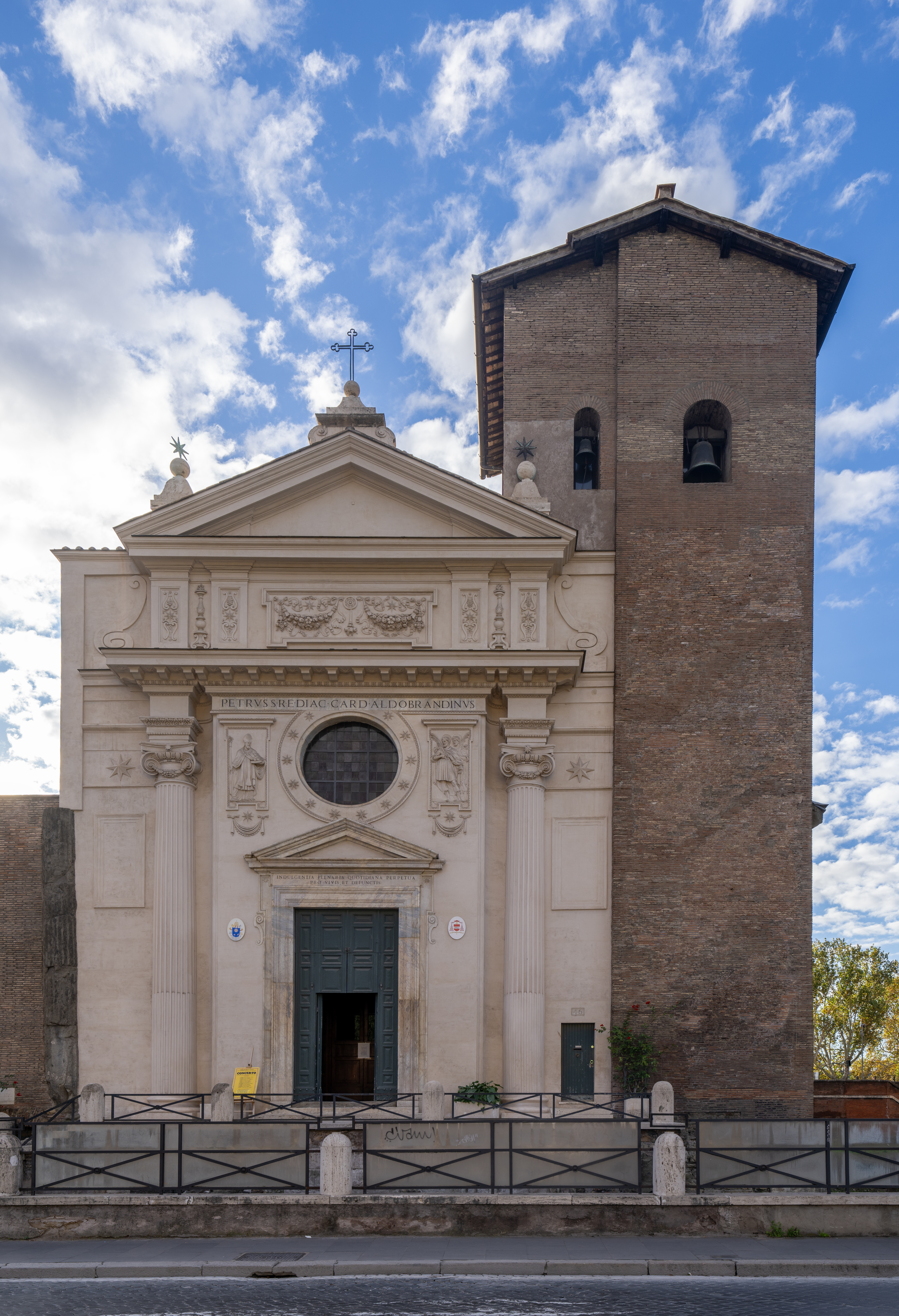

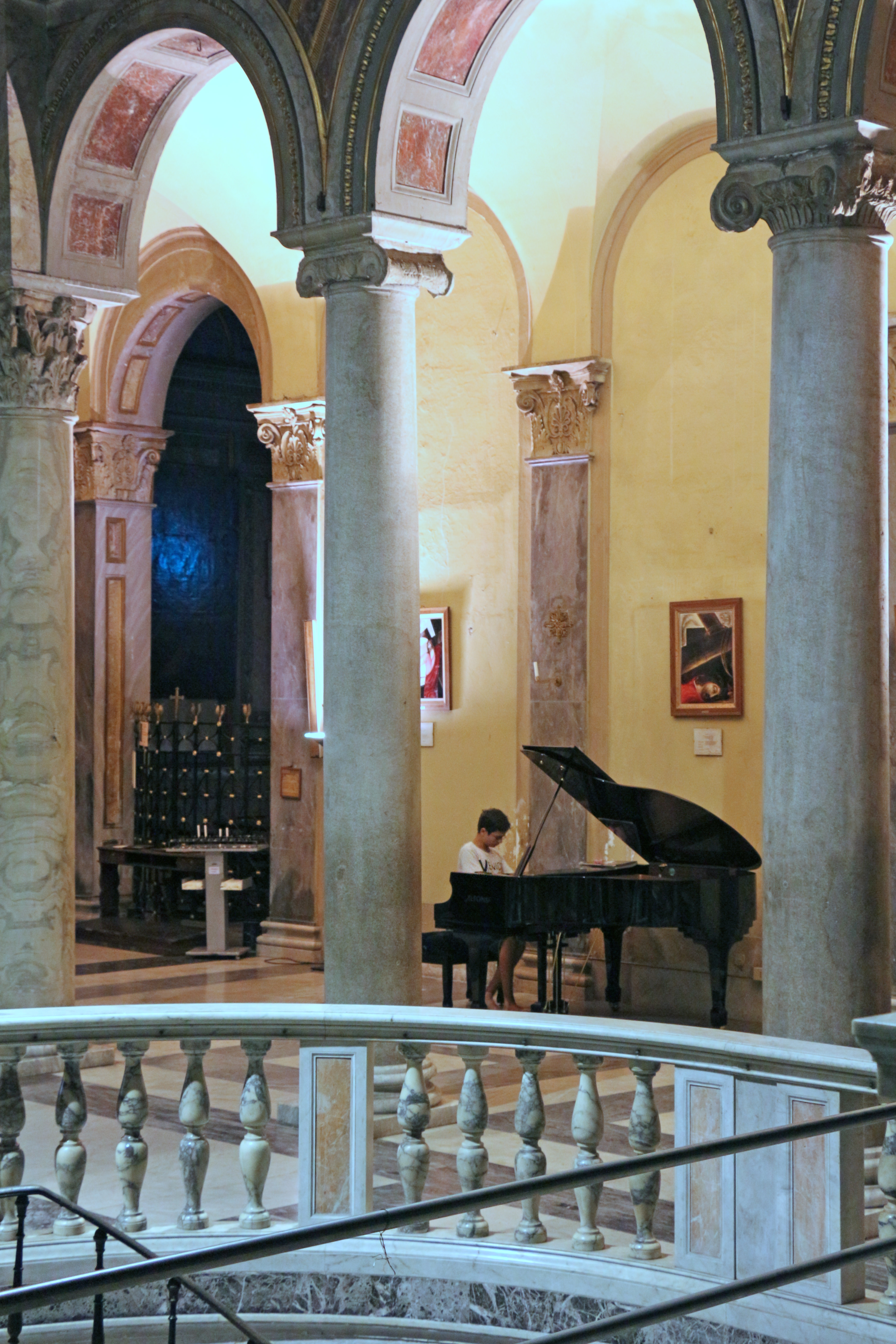

圣尼各老监狱堂（義大利語：San Nicola in Carcere）是意大利罗马的一个领衔堂区教堂，位于圣安杰洛区的屠牛广场附近。它是传统的大斋期教堂之一。

## 历史
该地点的第一座教堂可能建于公元6世纪。入口旁的柱子上有一段10世纪的铭文，为关于该堂历史的宝贵资料来源。该堂确切的可追溯到1128年。由文森佐·福塞拉收集并出版。

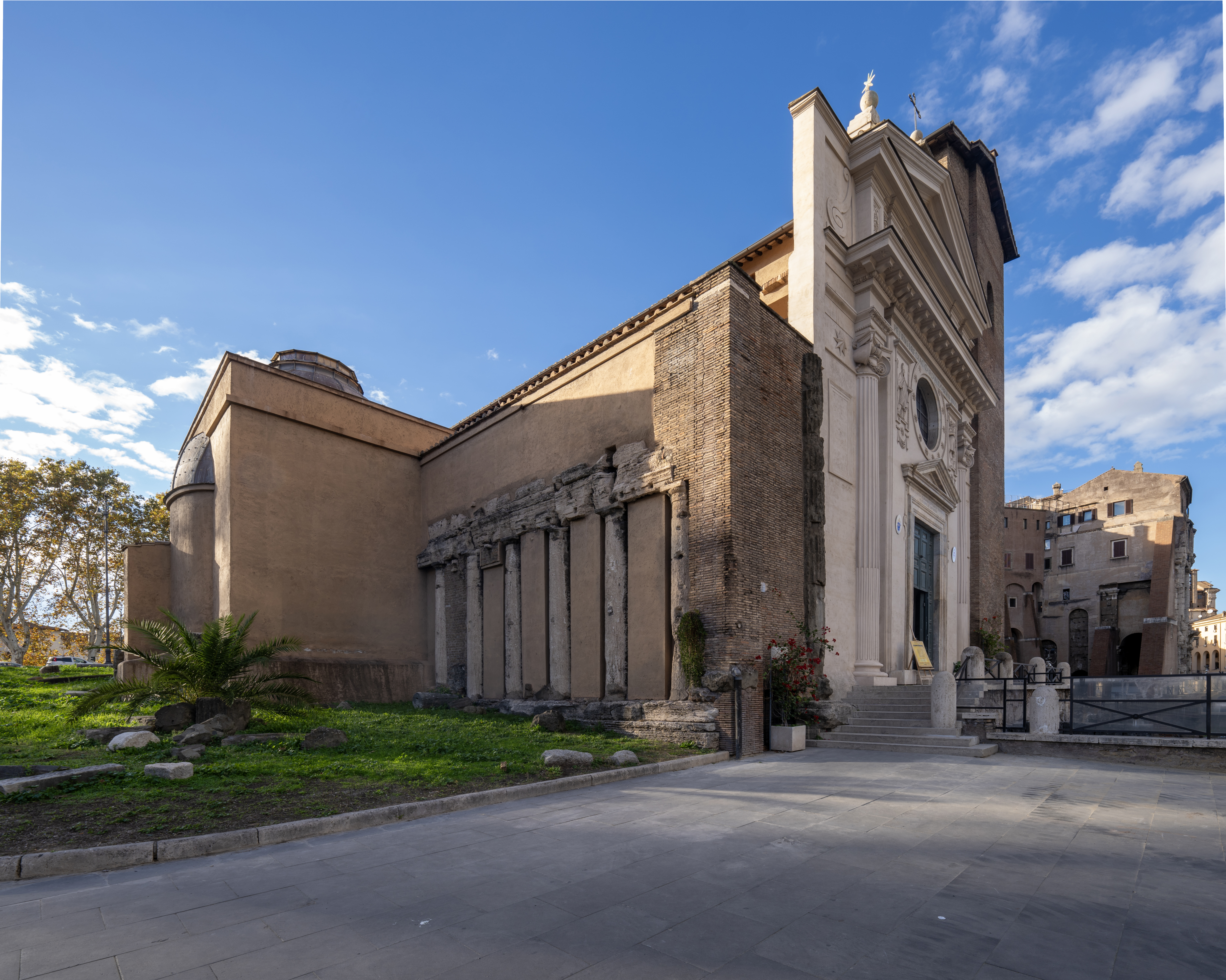

该堂兴建在蔬菜集市（Forum Holitorium）与神庙的废墟上，旁边的监狱根据传统（根据老普林尼的罗马史）就位于神庙的废墟上。但是，该堂名称中的“监狱”在14世纪被误认为是马梅尔定监狱，其实是拜占庭时期的监狱。
这些古代遗迹的构件被用于教堂的建造，来自朱诺神庙的三根柱子被纳入10世纪和1599年的两座教堂的北立面。由盖乌斯·杜伊利乌斯在公元前260年米列海战胜利后所建的雅努斯神庙的柱子，则被纳入教堂的墙壁。
该地区的希腊人供奉圣尼各老。在11世纪，它被称为皮埃莱奥尼教堂，得名于改宗天主教的犹太裔银行家，皮埃莱奥尼家族，他们重修附近的马切罗剧场作为堡垒。皮埃莱奥尼家族的一位成员，彼得皮耶尔莱昂尼，是一位枢机主教，在1130年代当选为伪教宗阿纳克莱图斯二世。
该堂于1599年重建，由贾科莫·德拉·波尔塔设计了新立面。钟楼建于中世纪，原为防御塔，被废弃后改为钟楼。祭台下的楼梯通往地下室和原罗马神庙的底部。正祭台下面还有一个古代玄武岩浴缸，内有致命圣人的圣髑。

## 现状
该堂以圣母像著称，一幅是意大利的庞贝圣母，另一幅是1773年从墨西哥带来的瓜达露佩圣母。

### 附近的建筑物
- 威尼斯广场
- 卡比托利欧山
- 马切罗剧场
- 波图努斯神庙在屠牛广场
- 希腊圣母堂和真理之口